# Песчанобродская сельская община
Песчанобродская сельская община (укр. Піщанобрідська сільська громада) — территориальная община в Новоукраинском районе Кировоградской области Украины.
Административный центр — село Песчаный Брод.
Население составляет 6110 человек. Площадь — 425,8 км².
В соответствии с распоряжением Кабинета Министров Украины от 12 июня 2020 года, в состав общины вошли территории Алексеевского, Глинянского, Любомирского, Николаевского, Перчуновского, Песчанобродского и Червонополянского сельских советов упразднённого Добровеличковского района

## Населённые пункты
В состав общины входит 20 сёл:
- Песчаный Брод
  - Новая Ковалёвка
  - Перемога
- Алексеевский старостинский округ:
  - Алексеевка
  - Кирилловка
  - Николаевка
  - Новопетровка
- Глинянский старостинский округ:
  - Глиняное
  - Межколодежное
  - Новоглиняное
- Любомирский старостинский округ:
  - Коколово
  - Крикунка
  - Любомирка
  - Окняное
- Перчуновский старостинский округ:
  - Перчуново
  - Смеливое
- Червонополянский старостинский округ:
  - Акимовка
  - Веснянка
  - Никольское
  - Червоная Поляна